# Bâti
Pour les articles homonymes, voir Bati.
Pour le point de bâti ou le fil de bâti en couture, voir Faufilage.
En menuiserie, le bâti désigne un assemblage de montants et de traverses qui composent un tout.

## Définition
Début XIXe siècle, le bâti est un assemblage de montants et de traverses qui composent un tout - Ainsi les battants et traverses qui reçoivent le panneau d'un lambris, d'une porte, d'une face d'armoire, d'un parquet de glace, en sont le bâti ; il en est de même des montants et traverses d'une persienne qui reçoivent l'assemblage des lames.
Dans le toisé, on désigne aussi sous le nom de bâti tous montants et traverses, champs et alaises, corroyés de trois ou quatre faces, assemblés soit à tenon, soit à rainure ou languette, ayant ou non des feuillures ou une moulure sur une rive.
- Bâti dormant - Bâti qui reçoit la ferrure des diverses espèces de portes, de persiennes, de châssis ; on donne aussi ce nom à des champs unis qui sont assemblés à tenons et mortaises, ou à rainures et languettes[N 1] ;
- Bâti double - Un second bâti assemblé à l'intérieur d'un autre : il a lieu dans un vantail de porte cochère, lorsque dans celui-ci s'ouvre un guichet[N 1] ;
- Bâti de rive - Premier bâti d'une porte cochère[N 1] ;
- Bâti d'encadrements - Bâti qui règne sur les quatre côtés d'une feuille de parquet ; c'est aussi le bâti extérieur d'un panneau de tenture[N 1] ;
- Bâti de remplissage - Bâti intérieur d'un parquet de glace ou d'un fond d'armoire fait en parquet ; bâti de foyer - Voir Frise (architecture)[N 1] ;
- Bâti de tenture  - Bâti qui est assemblé à tenon et mortaise, et sur lequel on cloue la toile qui doit être recouverte de papier ou d'étoffe en tenture[N 1].

Un châssis désigne tout bâti dont l'intérieur n'est pas rempli de panneaux.
En termes de treillage, bâti désigne les montants et traverses en chevrons sur lesquels est attaché un treillage ou un palis isolé.